# Tetramorium fergusoni
Tetramorium fergusoni (лат.) — вид мелких по размеру муравьёв рода Tetramorium трибы Crematogastrini из подсемейства Myrmicinae (Formicidae).

## Распространение
Южная Азия: Индия.

## Описание
Мелкие муравьи желтовато-коричневого цвета (около 3 мм). Отличаются длинными тонкими шипиками заднегрудки, строением жала (с длинным лопатовидным придатком), отсутствием усиковых бороздок. Усики рабочих 12-и члениковые, булава 3-х члениковая. Боковые части клипеуса килевидно приподняты около места прикрепления усиков. Жвалы широкотреугольные с зубчатым жевательным краем. Заднегрудка с 2 проподеальными шипиками. Стебелёк между грудкой и брюшком состоит из двух члеников: петиолюса и постпетиолюса (последний четко отделен от брюшка), жало развито, куколки голые (без кокона).

## Систематика
Вид был впервые описан в 1902 году швейцарским мирмекологом Огюстом Форелем (Auguste-Henri Forel, 1848—1931), а его валидный статус подтверждён в ходе ревизии местной фауны индийскими мирмекологами Химендером Бхарти (Himender Bharti; Department of Zoology and Environmental Sciences, Punjabi University, Патиала, Пенджаб, Индия) и Ракешем Кумаром (Rakesh Kumar, 2013). Относят к видовой группе fergusoni-group.